# Schlitterbahn Kansas City
Schlitterbahn Kansas City est un parc aquatique situé à Kansas City dans l'état de Kansas, aux États-Unis.
Son ouverture est annoncée en septembre 2005 par Schlitterbahn et a lieu le 15 juillet 2009. Le développement prévu était de 150 hectares de 750 000 000 $ (finalement, seulement 180 000 000 $ de travaux ont été achevés) comprenant un parc aquatique de près de 160 000 m2. Il est le quatrième parc aquatique de Schlitterbahn et le premier non situé dans le Texas.
L'inauguration des travaux a lieu le 18 septembre 2007 sur le terrain anciennement occupé par le parc des expositions du comté de Wyandotte et l'annexe du palais de justice du gouvernement, de l'autre côté de l'Interstate 435 depuis le Kansas Speedway et Village West.
Il ferme le 3 septembre 2018.

## Historique
La phase 1 comprenait l'ouverture de 12 attractions aquatiques, de 3 restaurants et de 2 magasins. Trois attractions ont été achetées dans l'ancien parc d'attractions de Geauga Lake's Wildwater Kingdom dans l'Ohio. La phase 2, portant le nom de Schlitterbahn Vacation Village Resort, devait initialement proposer plus de 1 000 chambres d'hôtel, un magasin d'objets de sport Scheels (en) et une zone Riverwalk composée de boutiques et de restaurants sur 121 hectares entourant le parc aquatique. Cette phase a finalement été abandonnée en raison de la Grande Récession de 2008. Une extension du parc aquatique a ouvert ses portes le 30 avril 2011, avec six nouvelles attractions.

### Accident du Verrückt
En novembre 2012, Schlitterbahn annonce son projet de construire le toboggan aquatique le plus haut et le plus rapide du monde ; le Verrückt. Conçu par Jeff Henry, copropriétaire de Schlitterbahn, le Verrückt est un toboggan aquatique pour trois personnes avec une section ascendante. La chute initiale était une plongée de 17 étages avec une section ascendante de 5 étages. Le point de départ, ayant une hauteur de 168 pieds (51 mètres), était plus haut que la statue de la Liberté sans son socle et atteignait une vitesse maximale de 65 mi/h (105 km/h). Il ouvre le 10 juillet 2014, après plusieurs retards.
Le 7 août 2016, Caleb Schwab, un enfant de 10 ans, est tué alors qu'il était monté à bord du Verrückt. La mort est survenue lorsque le wagon/radeau dans lequel il se trouvait s'est soulevé au niveau de la seconde bosse et a heurté un support métallique du filet, lui arrachant la tête,. Les deux autres passagers, toutes deux des femmes, ont été gravement blessés lors de l'incident : l'un a eu la mâchoire cassée, tandis que l'autre a subi une fracture du visage et a dû subir des points de suture. Immédiatement après, le parc ferme en attendant une inspection,. Bien que le parc ait rouvert trois jours plus tard, l'attraction est restée fermée et le restera pour toujours,,,.
Une enquête a révélé que Caleb, qui pesait 74 lb (34 kg), avait été autorisé à s'asseoir à l'avant du radeau, plutôt qu'entre les deux femmes qui l'accompagnaient : l'une pesait 275 lb (125 kg), tandis que l'autre pesait 197 lb (89 kg). Cela a conduit à une répartition inégale du poids qui a contribué au décollage du radeau, malgré le total des poids pesant 546 lb (248 kg), inférieur au poids maximum recommandé de 550 lb (249 kg). Les ingénieurs qui ont inspecté l'attraction ont également commenté que le filet du toboggan « représentait son propre danger car un coureur se déplaçant à grande vitesse pourrait facilement perdre un membre s'il l'heurtait ». Leurs conclusions ont révélé que l'utilisation du système de renfort métallique et de filet dans la conception ainsi que l'utilisation d'une fermeture autoagrippante et boucles pour retenir les visiteurs allaient à l'encontre des directives établies par le comité ASTM F-24 sur les attractions et les appareils. Selon les lignes directrices, le Verrückt aurait dû intégrer l'utilisation d'un dispositif de retenue rigide sur l'épaule pour les visiteurs et d'un mécanisme d'arrêt pour empêcher les wagons/radeaux de se soulever.

### Conséquences
En 2018, alors durant la dernière saison du parc, quatre attractions sont restées fermées tout au long de la saison après qu'un audit réalisé par les régulateurs ait révélé que chacune n'était pas conforme à la Kansas Amusement Ride Act. La démolition du Verrückt commence en novembre 2018.
Le parc n'ouvre pas pour la saison 2019. Le 13 juin 2019, Cedar Fair a accepté d'acheter les deux parcs de Schlitterbahn à New Braunfels et Galveston pour un prix de 261 000 000 $. De plus, Cedar Fair avait l'option jusqu'à 120 jours pour acheter le site de Kansas City « pour 6 000 000 $ supplémentaires ». Cedar Fair n'a pas poursuivi l'achat de la propriété au cours de ces 120 jours et le parc ne ferme mais n'a pas fonctionné.
Le 6 novembre 2020, l'entreprise d'Homefield LLC signe un accord avec le gouvernement unifié du comté de Wyandotte et de Kansas City pour financer le réaménagement de l'ancien terrain de Schlitterbahn pour 90 000 000 $ en un complexe sportif amateur. Les plans prévoient la démolition totale des structures restantes de Schlitterbahn, qui devaient commencer avant juillet 2021. Le bâtiment adjacent de l'annexe du palais de justice du comté de Wyandotte se démolit à partir de février 2021 et la démolition de Schlitterbahn lui-même a été achevée avant septembre.